# Christoph Meschenmoser
Christoph Meschenmoser (né le 29 juin 1983 à Duisbourg, en Rhénanie-du-Nord-Westphalie) est un coureur cycliste allemand.

## Palmarès sur route

### Par années
- 1999
  -  Médaillé de bronze du critérium au Festival olympique de la jeunesse européenne
  -  Médaillé de bronze du contre-la-montre au Festival olympique de la jeunesse européenne
- 2001
  -  Champion d'Allemagne du contre-la-montre juniors
  - Classement général des Trois Jours d'Axel
  - 1rea étape du Giro di Basilicata
  - 2e du Giro di Basilicata
  - 10e du championnat du monde sur route juniors
- 2005
  - 2e de la Neuseen Classics
  - 3e du Tour de Mainfranken
- 2008
  - Grand Prix Palma
  - 3e du championnat d'Allemagne de la montagne
  - 3e du Tour de Corée

### Classements mondiaux
| Année         | 2008 |
| ------------- | ---- |
| UCI Asia Tour | 145e |

## Palmarès sur piste

### Championnats du monde juniors
- 2001
  -  Champion du monde de poursuite juniors
  -  Médaillé d'argent de la poursuite par équipes juniors

### Championnats d'Europe
- Büttgen 2002
  -  Médaillé d'argent de l'américaine espoirs

### Championnats nationaux
- 2002
  - 3e du championnat d'Allemagne de poursuite par équipes
  - 3e du championnat d'Allemagne de l'américaine
- 2003
  - 2e du championnat d'Allemagne de poursuite par équipes